# جرژانژنو (شهرستان کارتوزه)
جرژانژنو (به لهستانی:  Dzierżążno) یک روستا در لهستان است که در گمینا کارتوزه واقع شده‌است. جرژانژنو ۱٬۳۱۴ نفر جمعیت دارد.